# Пентабазис
Пентабазис — пятиуровневая модель, предлагаемая администрацией президента России как ценностная идеология российского общества. Концепция основана на статье «Восприятие базовых ценностей, факторов и структур социально-исторического развития России» начальника управления президента России по обеспечению деятельности Госсовета Александра Харичева и соавторов о восприятии базовых ценностей, факторов и структур социально-исторического развития России. Представляет концептуальную идею, используемую в социологии и культурологии для анализа и систематизации мировоззренческих ориентиров, формируя образ жизни общества в целом.

## История
В течение последних пятидесяти лет, начиная с 1970-х годов и до наших дней, наблюдается согласованная оценка медиаменеджерами важности патриотизма и патриотических настроений в производственных коллективах. В исследовании отмечается, что семья и школа играют ключевую роль в формировании приоритетов развития социума, выступая центрами, откуда они исходят. Один из основных направлений патриотизма в этом контексте связан с производством и человеком труда. Инструменты общественного признания рассматриваются как ресурсы, способствующие эволюции патриотических настроений. Государство выступает идеологическим центром патриотизма, воплощая национальные культурные отличия в народном творчестве и искусстве, а также передавая ценности и этические правила. Правила, определяющие деятельность как на производстве, так и в свободное время, строятся на основе приобретаемых ценностей. Центральной фигурой в современной культурной парадигме являются граждане, которые способны преобразовывать и менять мир вокруг себя, что отражает основные идеалы патриотизма. Сегодня репутация государства сосредоточена на развитии общественного строя. С учётом мнения молодых государственных служащих, в России принимаются политические меры, направленные на укрепление социальной защищённости, разрешение межнациональных конфликтов, соблюдение общественного порядка и дисциплины, стимулирование развития сельского хозяйства, обеспечение всеобщего равенства перед законом, снижение уровня преступности и предоставление возможностей для успешного образования. Новая идеология впервые начала активно формироваться в Российской Федерации в конце XX века в контексте исторических изменений, связанных с развалом Советского Союза и переходом к рыночной экономике. За долгие годы исторического развития России, концепция стала неотъемлемой частью общественного и политического ландшафта страны, оказывая значительное влияние на формирование национальной идентичности и ценностных ориентаций граждан.
Концепция «Пентабазис» возникла на основе опыта реализации Указа Президента Российской Федерации о национальных целях развития и стратегии национальной безопасности, а также в рамках проекта «ДНК России». Практически мгновенно нашла своё воплощение в ряде нормативно-правовых документов, включая Указ Президента РФ о внесении изменений в Основы государственной культурной политики.
В рамках форума Росконгресса «Сильные идеи нового времени», была выдвинута идея проведения первой национальной игры под названием «ПЕНТАБАЗИС», которая планируется с целью объединить все регионы. Проект подчеркивает важность поддержки инициатив, направленных на популяризацию патриотизма внутри страны, поскольку способствует формированию у граждан чувства единства, национальной идентичности и гражданской активности. Подобные инициативы укрепляют лояльность к нации, стимулируют активное участие в демократических процессах и ведут к социальной сплочённости. Вдохновляют граждан внести свой вклад в благополучие и развитие общества, что обычно приводит к более стабильной и процветающей жизни. Данные идеи особенно важны в периоды, когда страна сталкивается с социально-экономическими трудностями. Активную роль в поддержке патриотических проектов с самого начала оказывают Росмолодёжь и АНО «Россия – страна возможностей». Росмолодёжь мотивирует и предоставляет любому желающему необходимые инструменты для реализации собственных проектов в России. В свою очередь, АНО «Россия – страна возможностей» создаёт ряд мероприятия и проводит обучение для участвующих граждан.

## Структура
Пентабазис представляет собой набор ключевых ценностных принципов, включающих в себя базовые установки, нормы и идеалы, определяющие поведение и взаимодействие членов общества. Эти принципы и формируют основу социокультурной системы и определяют её структуру.
Система из пяти компонентов, каждому из которых соответствует своя ценностная доминанта:
- Человек – Созидание
- Семья – Традиции
- Общество – Согласие
- Государство – Доверие к институтам
- Страна – Патриотизм

Составляющие пентабазиса могут различаться и иметь вариации в зависимости от конкретного времени, исторического и культурного контекста, но являются универсальным и общечеловеческим, так как отражают основные потребности и стремления социума.
Каждый человек является творцом личной жизни и своей культуры, ценит наследие, традиции, обычаи, язык, искусство, религию, воспитание, образование, стремится к развитию навыков, талантов и потенциала, воспринимает реально себя и других, природу и окружающий мир. Семья по прежнему остаётся основой общества и источником его силы, сохраняет и передаёт историю поколениям, основана на любви, ответственности, заботе и поддержке, воспитывает детей в духе патриотизма, гражданственности и согласия. Общество состоит из весьма разных людей, которые живут в мире и гармонии, где поощряют межличностные отношения, солидарность, взаимопомощь, поддержку и уважение к разнообразию, что способствует активной гражданской позиции всех групп населения и защите прав и свобод. Государство выступает гарантом суверенитета, стабильности и развития страны, обеспечивает эффективную и справедливую власть, которая служит интересам народа и уважает его волю, сотрудничает с другими цивилизациями и международными организациями во имя мира и добра, беспокоится о благополучии всех живых существ и экологии. Страна — родина всех её граждан и объект коллективных стараний, хранит историческую память, богатство и единство народов, защищает свою территорию, интересы и безопасность, развивается и прогрессирует в соответствии с целями и ценностями и напрямую зависит от вклада каждого.
Данная модель используется в образовательных и научных проектах, включая учебный курс «Основы и принципы российской государственности», направленный на формирование патриотического мировоззрения среди студенческой молодёжи.

## Корпоративная культура
Корпоративная культура, основанная на принципах пентабазиса и ценностях молодёжи, играет значительную роль в формировании идеологической основы современных компаний. Исследования показывают, что молодые сотрудники, вступая в профессиональную сферу, подвержены влиянию западных учебников и отсутствию патриотических идей в рабочей среде. В России редко признают важность патриотических принципов, но активно внедряют их в коммуникацию с сотрудниками, тогда идеи становятся частью ценностного поля молодёжи, влияя на их отношение к труду, обществу и государству, способствуя развитию сильной и единой российской идентичности в современном бизнес-сообществе.

## Значимость
Изучение концепции помогает понять социокультурные характеристики различных общественных формаций, их функционирование, развитие и специфику. Пентабазис позволяет выделить главные элементы социальной и культурной системы общества, анализировать их взаимодействие и воздействие на общественные институты и поведенческие практики. Кроме того, модель демонстрирует значимость сохранения и трансляции базовых ценностей между поколениями, что способствует укреплению социальной и культурной идентичности общества. Что в конечном итоге способствует развитию теоретических и методологических подходов в социологии и культурологии. Идеология играет важную роль в формировании общественного сознания и ценностных ориентиров российского общества. Модель поддерживает развитие гуманистических ценностей, формирование устойчивой системы патриотического воспитания и сохранение традиционных ценностей в современной России, особенно среди молодёжи.

## Критика
По мнению авторов «Новой газеты», идеология пентабазиса объединяет идеи рооссийской пропаганды: гомофобия, «традиционные ценности», безоговорочное поддержание «СВО», президента и органов власти, «вокруг нас враги» и др.